# Kobra and the Lotus (album)
Kobra and the Lotus è il secondo album in studio del gruppo musicale canadese dei Kobra and the Lotus. È il primo album prodotto sotto la Simmons Records.

## Tracce
1. 50 Shades of Evil – 3:21
2. Welcome to My Funeral – 3:56
3. Forever One – 3:35
4. Heaven's Veins – 4:08
5. My Life – 4:05
6. Nayana (Eyes) – 4:21
7. Sanctuary – 4:48
8. Lover of the Beloved – 4:16
9. No Rest for the Wicked – 4:39
10. Aria of Karmika – 4:41

## Formazione
- Kobra Paige – voce
- Matt Van Wezel – chitarra solista
- Chris Swenson – chitarra ritmica
- Richard Jackson - basso
- Lord Griffin Kissack – batteria